# 下齐门
下齐门（德語：Niederzimmern，發音：[ˈniːdɐˌtsɪmɐn]）是德国图林根州魏玛地区县曾经的一个市镇，面积13.22平方千米，2017年12月31日人口为1,016人。2019年12月31日，下齐门所属的格拉默河谷管理共同体解散，其与另外8个成员市镇合并为新市镇格拉默塔尔。